# 멀고먼 사람들
《멀고먼 사람들》은 1986년 1월 18일부터 1986년 1월 26일까지 KBS 1TV에서 방영된 3부작 주말 반공 특집드라마이다. 일본에서 활동하는 재일본조선인총련합회(조총련)의 내부 조직과 조직원 간의 갈등을 담은 드라마로서 조총련의 실상과 공산주의의 허실을 그리고 있다.

## 출연진
- 김성겸: 한덕수 역
- 반효정
- 김미숙
- 김세윤
- 금보라
- 김흥기
- 윤미라
- 이진숙
- 연운경
- 태민영
- 김희라
- 신종섭
- 안옥희
- 이일웅
- 이대로
- 장기용
- 김윤형: 김일성 역
- 박주아
- 양형호
- 이성웅
- 박규식
- 강민호
- 김경하
- 봉혜선
- 문수화
- 김봉근
- 이치우
- 백찬기: 문세광 역
- 안광진: 김정일 역
- 임병기
- 조춘
- 안옥희